# Adélaïde Labille-Guiard
Adélaïde Labille-Guiard, chamada também de Adélaïde Labille des Vertus (Paris, 11 de abril de 1749 - Paris, 24 de abril de 1803), foi uma pintora francesa dedicada a temas históricos e a retratos.

## Biografia
Adélaïde Labille era a mais jovem de oito crianças de um casal de burgueses parisienses. Seu pai, Claude-Edmé Labille, era dono de uma mercearia na freguesia de Saint-Eustache, em Paris.
Sua irmã mais velha, Félicité, cuja data de nascimento é desconhecida, casou-se em 1764 com o miniaturista Jean Antoine Gros, na freguesia de Saint-Eustache. Este artista, nascido em 1732 em Toulouse, também era um colecionador experiente de pinturas. Mas Félicité morreu após quatro anos de casamento. Não está claro se Adélaïde manteve contato com Gros, sua segunda esposa, Pierrette Madeleine Cécile Durant e seu filho, o pintor francês Antoine Jean Gros.
Adélaïde Labille casou-se aos vinte anos com Nicolas Guiard, em 28 de agosto de 1769, se separando dele em 27 de julho de 1777. O casamento com Guiard estimulou sua carreira de pintora, pois o contrato de casamento de 1769 previa Adélaide como pintora da Académie de Saint-Luc. Em seguida, ela se casou em 8 de junho de 1799 com o pintor François-André Vincent, vencedor do Prix de Rome e membro da Academia de Belas Artes.

## Estudos
Embora Labille-Guiard tenha se tornado uma mestra na pintura, sabemos pouco sobre sua formação como pintora. Isso se deve muito às práticas da época, que admitiam com exclusividade pintores do sexo masculino. Mas houve casos excepcionais, como o de Labille-Guiard.
Durante a adolescência, Labille-Guiard estudou com o pintor François-Elie Vincent, um amigo de família. Devido às conexões de Vicente, suas primeiras obras foram exibidas na Académie de Saint-Luc. Foi nessa época que ela encontrou seu futuro marido, o filho de François-Elie Vincent, François-André Vincent.
Depois de casar com Louis-Nicolas Guiard em 1769, ela aprendeu com o mestre Quentin de La Tour até o casamento de Tour em 1774. Após o estágio, ela exibiu um de seus quadros de um magistrado na Academia de Saint-Luc. Ela continuou exibindo seus trabalhos na Academia de Saint-Luc até 1776. Depois disso, ela exibiu suas obras no Salon de la Correspondance. Logo em seguida foi iniciada na pintura com François-André Vincent.

## Galeria

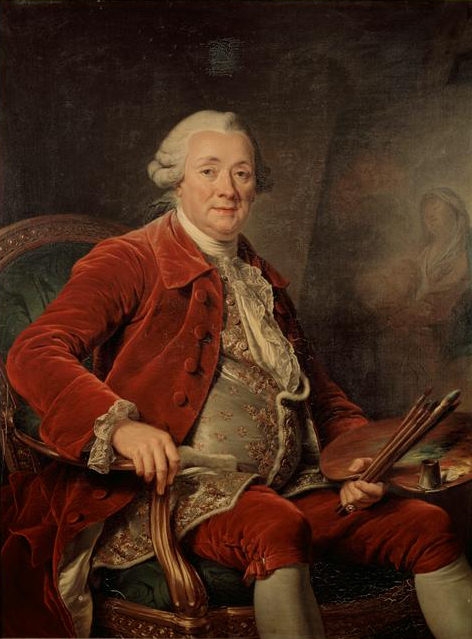
Retrato de Charles Amédée Philippe van Loo (1785).
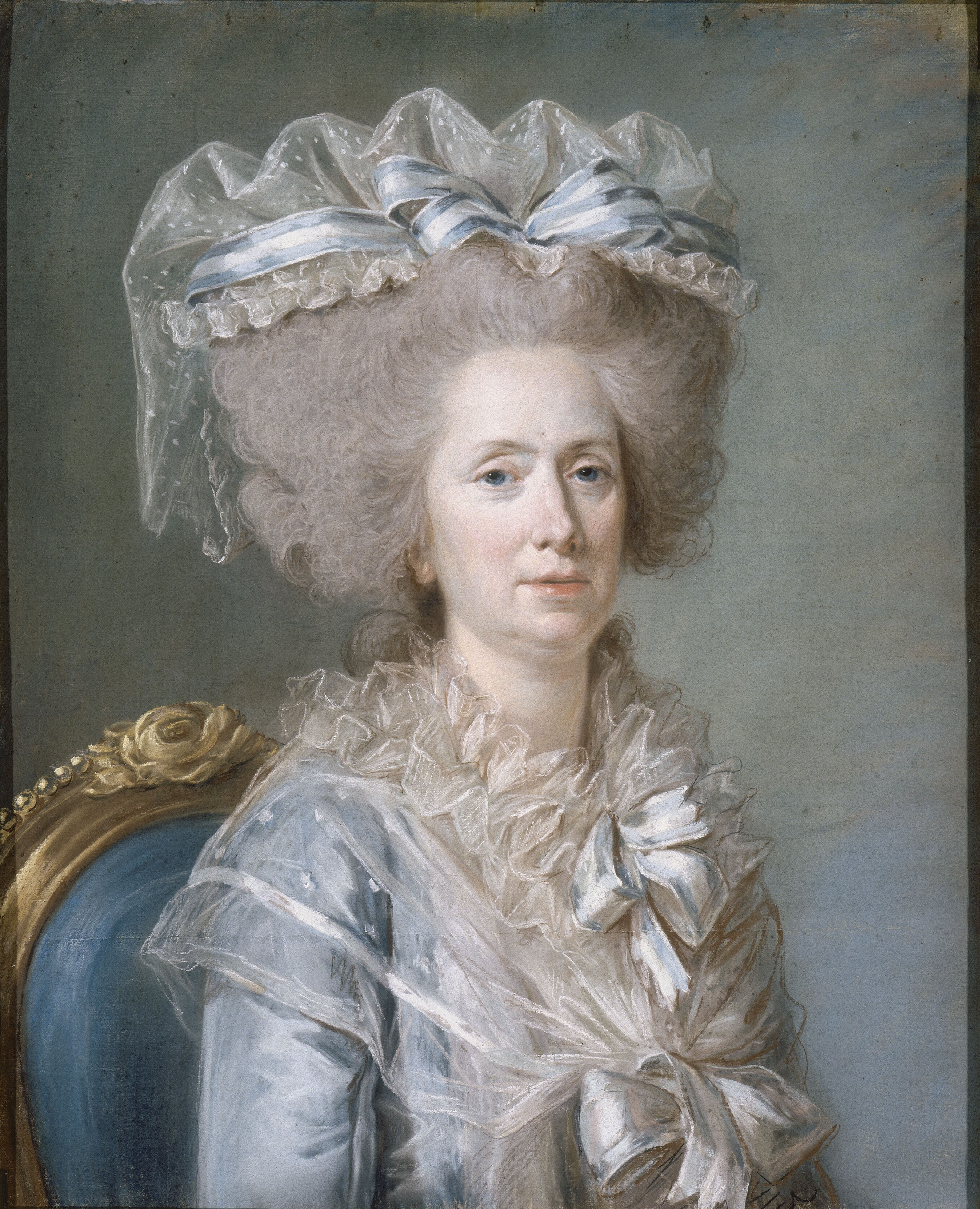
Retrato de Adélaïde de France (1732-1800) (1787).
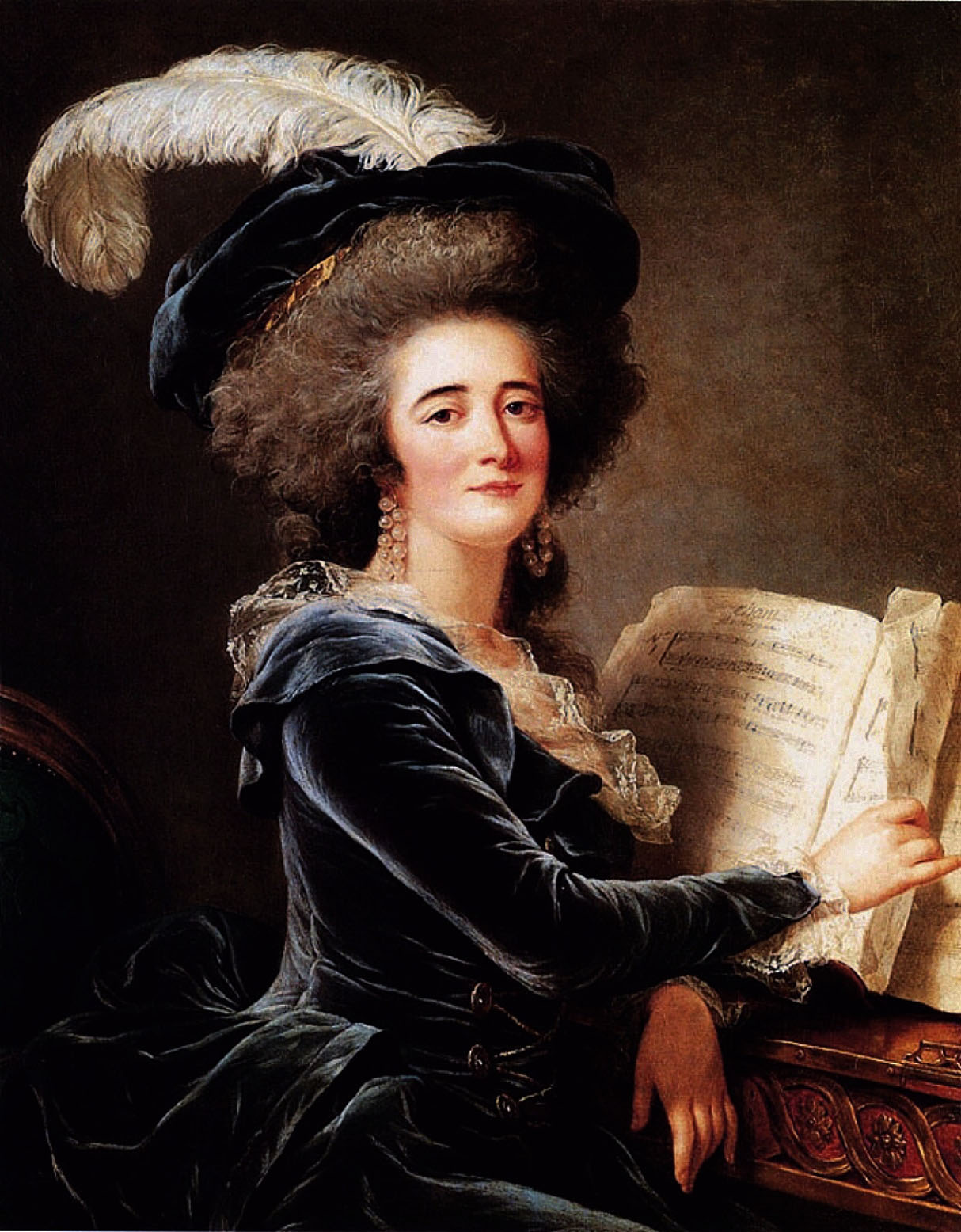
Retrato da Condessa de Selve compondo música (1787).
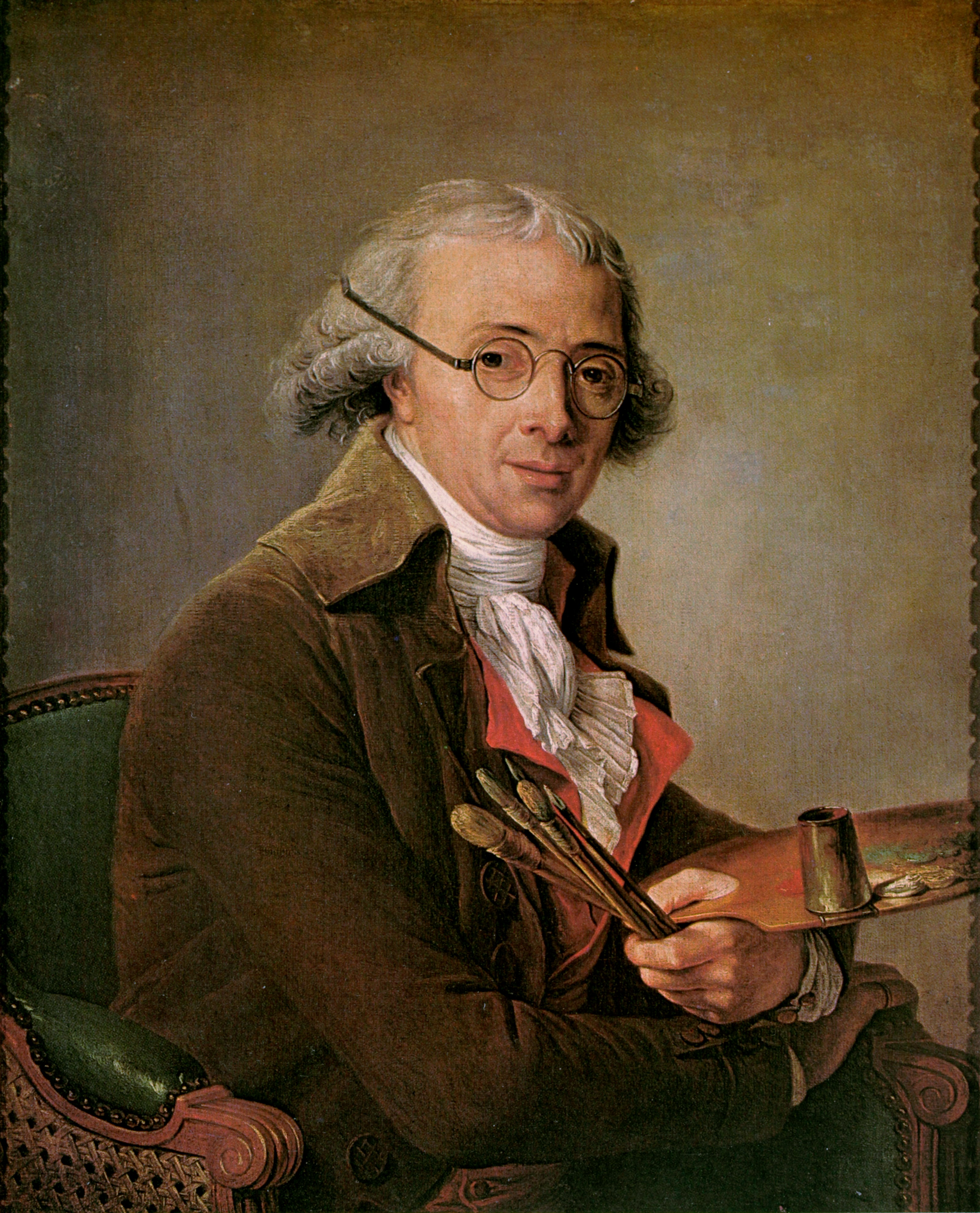
Retrato do marido de Adélaïde Labille-Guiard, François-André Vincent (1795).
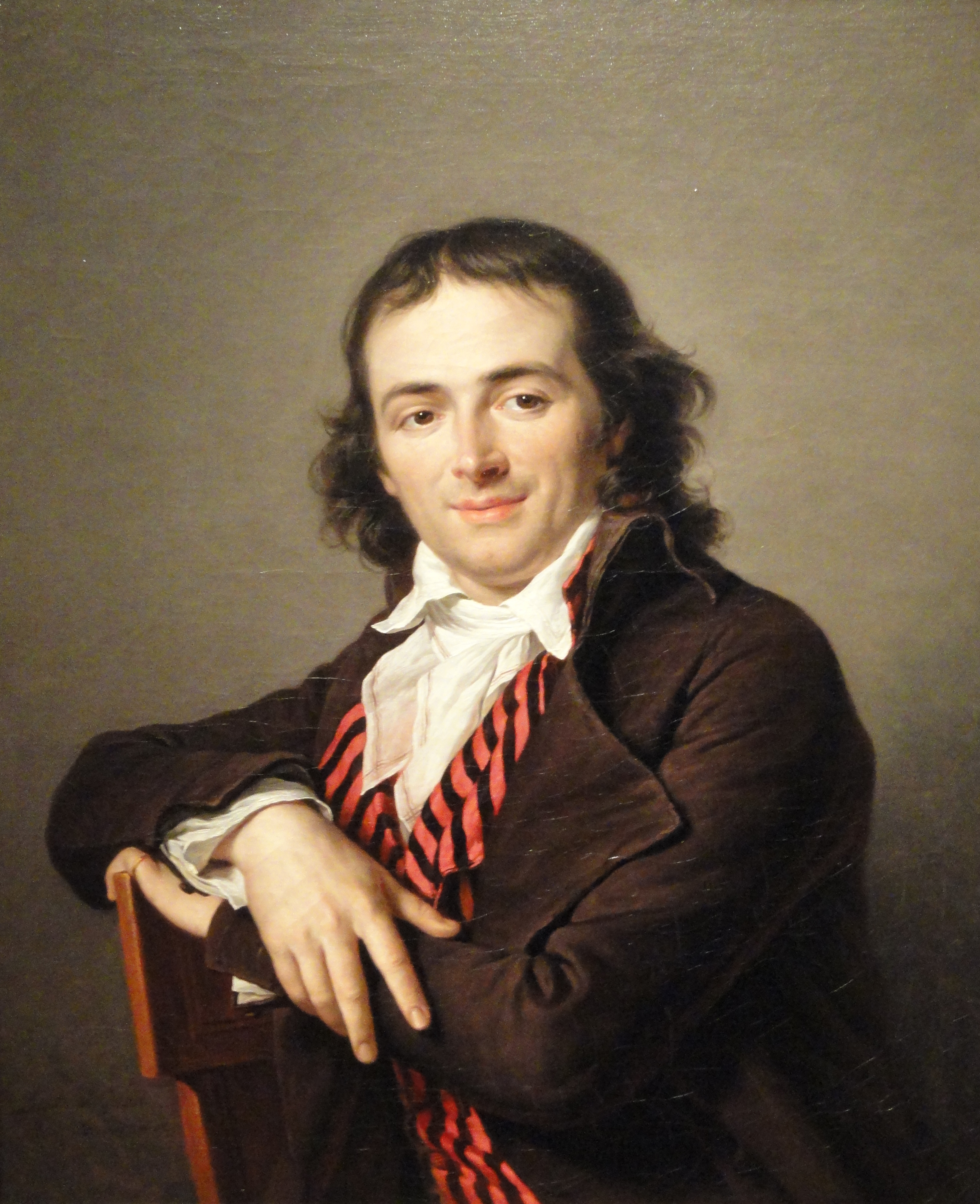
Retrato de Joachim Lebreton (1795)